# Споменик палим борцима у Ариљу
Споменик палим борцима у Ариљу се налази у Парку народних хероја и подигнут је 1964. године по пројекту М. Ђукића.
Споменик се налази поред заједничке гробнице палих бораца. На каменом зиду се налази 18 спомен-плоча са именима 517 палих борца Народноослободилачког рата из Ариља. Испред зида се налази пет камених коцки, обложених белим мермером, на којима су истакнута имена пет страдалих народних хероја из ариљског краја — Радоша Бојовића, Виктора Зевника, Миће Матовића, Радише Радосављевића и Стевана Чоловића. Са десне стране налази се високи камени обелиск са црвеном петокраком звездом и записом песника Васка Попе:
| „ | Читајте наша имена да знате како се зове бесмртност у земљи Срба | ” |

Поред споменика се налази спомен-биста народног хероја Стевана Чоловића (1910—1941), револуционара и политичког комесара Ариљске партизанске чете, која је постављена 1961. године. Аутор ове бисте је ужички вајар Милан Мишо Верговић, који је аутор и Споменика борцима Револуције у центру Ариља.